# Novofedorivka (Sacký rajón)
Novofedorivka (ukrajinsky Новофедорівка, rusky Новофёдоровка – Novofjodorovka) je sídlo městského typu v Krymské autonomní republice. Formálně je tedy součástí Ukrajiny, ale fakticky ji od anexe v roce 2014 drží Rusko.
Je zde letecká základna.

## Poloha
Novofedorivka leží přímo u břehu Kalamitské zátoky Černého moře na západním pobřeží Krymu. Je vzdálena přibližně šest kilometrů jižně od Saků, dvacet kilometrů jihovýchodně od Jevpatorije a šedesát kilometrů severozápadně od Simferopolu.

## Dějiny
Dějiny zdejšího osídlení sahají přinejmenším do období starověkého Řecka, což je doloženo archeologicky. Moderní rozvoj začíná ale až v 30. letech 20. století, kdy je zde vybudováno vojenské letiště. Během druhé světové války z něj operovaly různé německé letecké eskadry, mj. KG 100, KG 55 a KG 26. V pozdější fázi války, kdy už byl Krym pod kontrolou Rudé armády, zde přistáli při své cestě na Jaltskou konferenci americký prezident Franklin Delano Roosevelt a britský premiér Winston Churchill.
V rámci poválečného využití sloužila základna i sovětskému kosmickému programu i pozemnímu výcviku a testování pro letadlovou loď Admirál Kuzněcov.
Na základě smlouvy využívalo po rozpadu Sovětského svazu základnu Ruské námořní letectvo.